# Pol Ankum
Leopold Alfred (Pol) Ankum (Amsterdam, 21 augustus 1932 – Zaandam, 1 april 2007) was een Nederlands econoom en hoogleraar bedrijfshuishoudkunde aan de Universiteit van Amsterdam.

## Levensloop
Ankum studeerde af in de economische wetenschappen aan de Universiteit van Amsterdam in 1956. In 1969 promoveerde hij hier onder Henri Johan van der Schroeff op het proefschrift Prijsinflatie, kostprijsberekening en winstbepaling: een analyse van hun onderlinge beïnvloeding.
Ankum was zijn academische loopbaan begonnen als lector in de bedrijfshuishoudkunde op 1 oktober 1967. Na zijn promotie was hij  per 1 september 1970 aangesteld als hoogleraar Bedrijfshuishoudkunde aan de Universiteit van Amsterdam op de Faculteit der Economische Wetenschappen. Tegelijkertijd was hij aan de Interfaculteit der Actuariële Wetenschappen en Econometrie hoogleraar Bedrijfshuishoudkunde, en dit duurde tot 1987. Aan de Universiteit van Amsterdam ging hij op 1 januari 1994 met emeritaat, en hield een afscheidsrede, getiteld Financieringstheorie: van financial management naar financial economics. Onder zijn studenten bevonden zich o.m. Jaap van Duijn, Fons Vernooij, gepromoveerd in 1993, en Han Smit in 1996.
Op 7 oktober 1994 werd Ankum benoemd tot honorary fellow van de Amsterdam School of Real Estate.
L.A. Ankum was een jongere broer van de jurist J.A. Ankum. 

## Publicaties
- 1969. Prijsinflatie, kostprijsberekening en winstbepaling: een analyse van hun onderlinge beïnvloeding.
- 1983. De efficiëntie van de Amsterdamse Effectenbeurs: een onderzoek naar de geldigheid van de zwakke variant van de efficiënte-markt-hypothese voor de Amsterdamse Effectenbeurs. Met A.B. Dorsman
- 1990. Inleiding in de optietheorie. Met A.G.Z. Kemna
- 1991. Encyclopedie van de Zaanstreek. Met Jan Pieter Woudt (red.)
- 1992. Fusies en overnames: liber amicorum, aangeboden aan prof. dr. L.A. Ankum, gewoon hoogleraar in de bedrijfseconomie aan de Universiteit van Amsterdam, ter gelegenheid van zijn zestigste verjaardag. Met Jaap van Duijn, Academic Service, 1992
- 1993. 'A Real Options and Game-Theoretic Approach to Corporate Investment Strategy Under Competition', Financial Management 22:3, 241-50. Met Han T.J. Smit
- 1994. Financieringstheorie: van financial management naar financial economics. Afscheidsrede Universiteit van Amsterdam
- 2000. De bedding voor morgen: vijfhonderd jaar Zaanse nijverheid en handel toegespitst op de jaren 1950 tot 2000. Met Jan Pieter Woudt